# Moara Domnească (okręg Ilfov)
Moara Domnească – wieś w Rumunii, w okręgu Ilfov, w gminie Găneasa. W 2011 roku liczyła 662 mieszkańców.